# Westfield (condado de Marquette, Wisconsin)
Westfield es un pueblo ubicado en el condado de Marquette en el estado estadounidense de Wisconsin. En el Censo de 2010 tenía una población de 866 habitantes y una densidad poblacional de 11,58 personas por km².

## Geografía
Westfield se encuentra ubicado en las coordenadas 43°51′32″N 89°31′52″O / 43.85889, -89.53111. Según la Oficina del Censo de los Estados Unidos, Westfield tiene una superficie total de 74.78 km², de la cual 73.41 km² corresponden a tierra firme y (1.83%) 1.36 km² es agua.

## Demografía
Según el censo de 2010, había 866 personas residiendo en Westfield. La densidad de población era de 11,58 hab./km². De los 866 habitantes, Westfield estaba compuesto por el 97.23% blancos, el 0.23% eran afroamericanos, el 0.81% eran amerindios, el 0.23% eran asiáticos, el 0% eran isleños del Pacífico, el 0.46% eran de otras razas y el 1.04% pertenecían a dos o más razas. Del total de la población el 1.96% eran hispanos o latinos de cualquier raza.